# Ryder Cup 1991
La 29ª edizione della Ryder Cup si è tenuta al Kiawah Island Golf Resort sull’omonima isola della Carolina del Sud, negli Stati Uniti, dal 27 al 29 settembre 1991.
La formazione americana si aggiudicò il trofeo dopo 8 anni con il punteggio di 14½ - 13½. A causa dello spirito di competitività dimostrato soprattutto da giocatori e tifosi statunitensi, la sfida fu soprannominata "La Guerra sulla Costa".

## Formato
La Ryder Cup è un torneo match play, in cui ogni singolo incontro vale un punto. Il formato dell'edizione 1991 era il seguente:
- I Giornata (Venerdì) – 4 incontri "foursome" (colpi alternati) nella sessione mattutina e 4 incontri "fourball" (la migliore buca) nella sessione pomeridiana.
- II Giornata (Sabato) – 4 incontri "foursome" nella sessione mattutina e 4 incontri "fourball" nella sessione pomeridiana.
- III Giornata (Domenica) – 12 incontri singolari.

Ogni incontro si disputa su un massimo di 18 buche. La vittoria di ogni incontro assegna un punto, nel caso di parità del match si assegna ½ punto a ciascuno, per un totale di 28 punti disponibili. 14½ punti sono necessari per vincere, ma 14 punti (ovvero un pareggio) sono sufficienti alla squadra che difende per mantenere la coppa.

## Squadre
| Stati Uniti       |     |                  |                     |                                        |
| Nome              | Età | Punti classifica | Classifica mondiale | Note                                   |
| Dave Stockton     | 49  |                  |                     | Capitano non-giocatore                 |
| Fred Couples      | 31  | 1                | 7                   | 2ª partecipazione                      |
| Payne Stewart     | 33  | 2                | 6                   | 3ª partecipazione                      |
| Lanny Wadkins     | 41  | 3                | 13                  | 7ª partecipazione                      |
| Hale Irwin        | 46  | 4                | 12                  | 5ª partecipazione                      |
| Paul Azinger      | 31  | 5                | 8                   | 2ª partecipazione                      |
| Corey Pavin       | 31  | 6                | 16                  | Esordio nella Ryder Cup                |
| Mark O'Meara      | 34  | 7                | 15                  | 3ª partecipazione                      |
| Mark Calcavecchia | 31  | 8                | 24                  | 3ª partecipazione                      |
| Wayne Levi        | 39  | 8                | 38                  | Esordio nella Ryder Cup                |
| Steve Pate        | 30  | 10               | 30                  | Esordio nella Ryder Cup                |
| Chip Beck         | 35  | 13               | 21                  | Scelta del capitano, 2ª partecipazione |
| Raymond Floyd     | 49  | 23               | 39                  | Scelta del capitano, 7ª partecipazione |

| Europa              |     |                  |                     |                                        |
| Nome                | Età | Punti classifica | Classifica mondiale | Note                                   |
| Bernard Gallacher   | 42  |                  |                     | Capitano non-giocatore                 |
| Seve Ballesteros    | 36  | 1                | 5                   | 6ª partecipazione                      |
| Colin Montgomerie   | 28  | 2                | 35                  | Esordio nella Ryder Cup                |
| Steven Richardson   | 25  | 3                | 36                  | Esordio nella Ryder Cup                |
| Ian Woosnam         | 33  | 4                | 1                   | 5ª partecipazione                      |
| Sam Torrance        | 38  | 5                | 41                  | 6ª partecipazione                      |
| Bernhard Langer     | 34  | 6                | 9                   | 6ª partecipazione                      |
| Paul Broadhurst     | 26  | 7                | 93                  | Esordio nella Ryder Cup                |
| David Feherty       | 33  | 8                | 44                  | Esordio nella Ryder Cup                |
| David Gilford       | 26  | 9                | 99                  | Esordio nella Ryder Cup                |
| José María Olazábal | 25  | 11               | 2                   | Scelta del capitano, 3ª partecipazione |
| Nick Faldo          | 34  | 15               | 3                   | Scelta del capitano, 8ª partecipazione |
| Mark James          | 37  | 22               | 45                  | Scelta del capitano, 5ª partecipazione |

## Risultati

### I sessione
Foursome
| Europa (bandiera)    | Risultati | Stati Uniti (bandiera) |
| -------------------- | --------- | ---------------------- |
| Ballesteros/Olazábal | 2 & 1     | Azinger/Beck           |
| Langer/James         | 2 & 1     | Floyd/Couples          |
| Gilford/Montgomerie  | 4 & 2     | Wadkins/Irwin          |
| Faldo/Woosnam        | 1 up      | Stewart/Calcavecchia   |
| 1                    | Sessione  | 3                      |
| 1                    | Totale    | 3                      |

### II sessione
Four-ball
| Europa (bandiera)    | Risultati | Stati Uniti (bandiera) |
| -------------------- | --------- | ---------------------- |
| Torrance/Feherty     | pareggio  | Wadkins/O'Meara        |
| Ballesteros/Olazábal | 2 & 1     | Azinger/Beck           |
| Richardson/James     | 5 & 4     | Pavin/Calcavecchia     |
| Faldo/Woosnam        | 5 & 3     | Floyd/Couples          |
| 2½                   | Sessione  | 1½                     |
| 3½                   | Totale    | 4½                     |

### III sessione
Foursome
| Europa (bandiera)    | Risultati | Stati Uniti (bandiera) |
| -------------------- | --------- | ---------------------- |
| Feherty/Torrance     | 4 & 2     | Irwin/Wadkins          |
| James/Richardson     | 1 up      | Calcavecchia/Stewart   |
| Faldo/Gilford        | 7 & 6     | Azinger/O'Meara        |
| Ballesteros/Olazábal | 3 & 2     | Couples/Floyd          |
| 1                    | Sessione  | 3                      |
| 4½                   | Totale    | 7½                     |

### IV sessione
Four-ball
| Europa (bandiera)    | Risultati | Stati Uniti (bandiera) |
| -------------------- | --------- | ---------------------- |
| Woosnam/Broadhurst   | 2 & 1     | Azinger/Irwin          |
| Langer/Montgomerie   | 2 & 1     | Pavin/Pate             |
| James/Richardson     | 3 & 1     | Wadkins/Levi           |
| Ballesteros/Olazábal | pareggio  | Stewart/Couples        |
| 3½                   | Sessione  | ½                      |
| 8                    | Totale    | 8                      |

### V sessione
Singoli
| Europa (bandiera)   | risultati | Stati Uniti (bandiera) |
| ------------------- | --------- | ---------------------- |
| Nick Faldo          | 2 up      | Raymond Floyd          |
| David Feherty       | 2 & 1     | Payne Stewart          |
| Colin Montgomerie   | pareggio  | Mark Calcavecchia      |
| José María Olazábal | 2 up      | Paul Azinger           |
| Steven Richardson   | 2 & 1     | Corey Pavin            |
| Seve Ballesteros    | 2 & 1     | Wayne Levi             |
| Ian Woosnam         | 3 & 1     | Chip Beck              |
| Paul Broadhurst     | 3 & 1     | Mark O'Meara           |
| Sam Torrance        | 3 & 2     | Fred Couples           |
| Mark James          | 3 & 2     | Lanny Wadkins          |
| Bernhard Langer     | pareggio  | Hale Irwin             |
| David Gilford       | pareggio  | Steve Pate             |
| 5½                  | Sessione  | 6½                     |
| 13½                 | Totale    | 14½                    |